# Ulski
Ulski (en rus: Ульский) és un poble (un possiólok) de la república d'Adiguèsia, a Rússia, que el 2022 tenia 122 habitants. Pertany al districte de Khakurinokhabl.